# Maradi (région)
La région de Maradi est située dans la partie centre Sud du Niger . 
La superficie de la région est de 41 796 km2 soit environ 3,30 % du territoire national. Cette superficie se répartit comme suit :
- 29 884 km2 de terres agricoles (soit 71,5 %) ;
- 10 449 km2 de terres pastorales (soit 25 %) ;
- 1 463 km2 de terres forestières (soit 3,5 %).

## Situation
Elle est limitée à l’Est par la région de Zinder, à l’Ouest par la région de Tahoua, au Nord par les régions de Tahoua et Agadez et au Sud par la République Fédérale du Nigeria avec laquelle elle partage une frontière d’environ 150 km.
| Tahoua | Agadez           | Zinder  |
| Tahoua | Région de Maradi | Zinder  |
| Sokoto | Zamfara          | Katsina |

## Histoire
Le processus de formation de l’État et de la Société est un phénomène très ancien dans le Soudan central en général et dans les États Haoussa en particulier. La région de Maradi englobe deux sultanats : le sultanat du Katsina Maradi et celui du Gobir.

### Historique du peuplement de Katsina Maradi

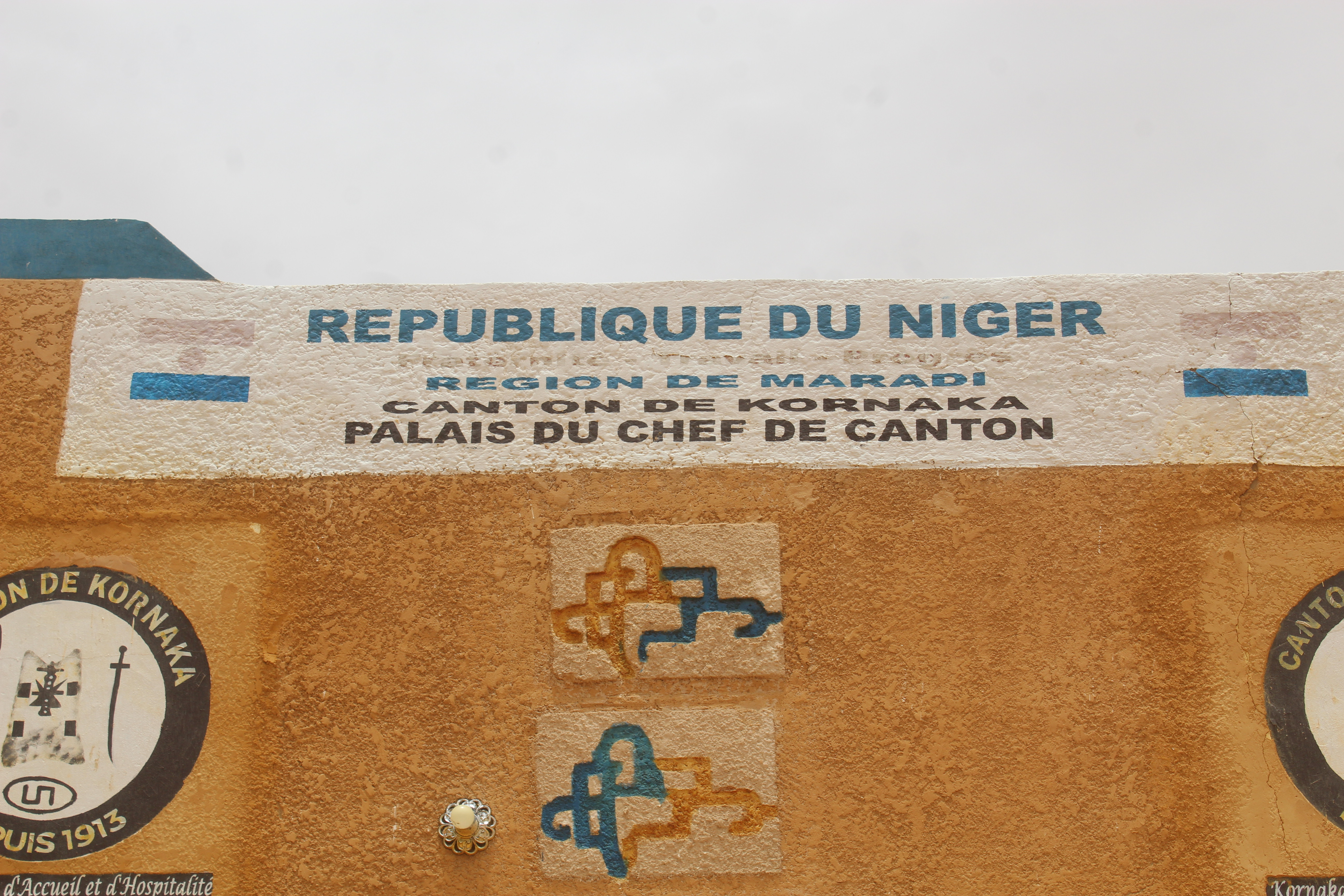

Traditionnellement, la légende fait descendre les souverains du katsina des Juifs et Arabes par le biais du mariage de Bayajida « Arabe venu de Bagadaza » (Bagdad) et Daura « Fille du juif Lamarudu ».  L’union de ce couple donna naissance aux sept États Haussa. Leurs petits-fils ont dirigé les sept États Haussa :
1. Bawo souverain de Daura,
2. Bagauda souverain de Kano ;
3. Kumayau souverain du Katsina ;
4. Duma souverain du Gobir ;
5. Gunguma souverain de Zaria ;
6. Biram (le cadet) souverain de Rano.

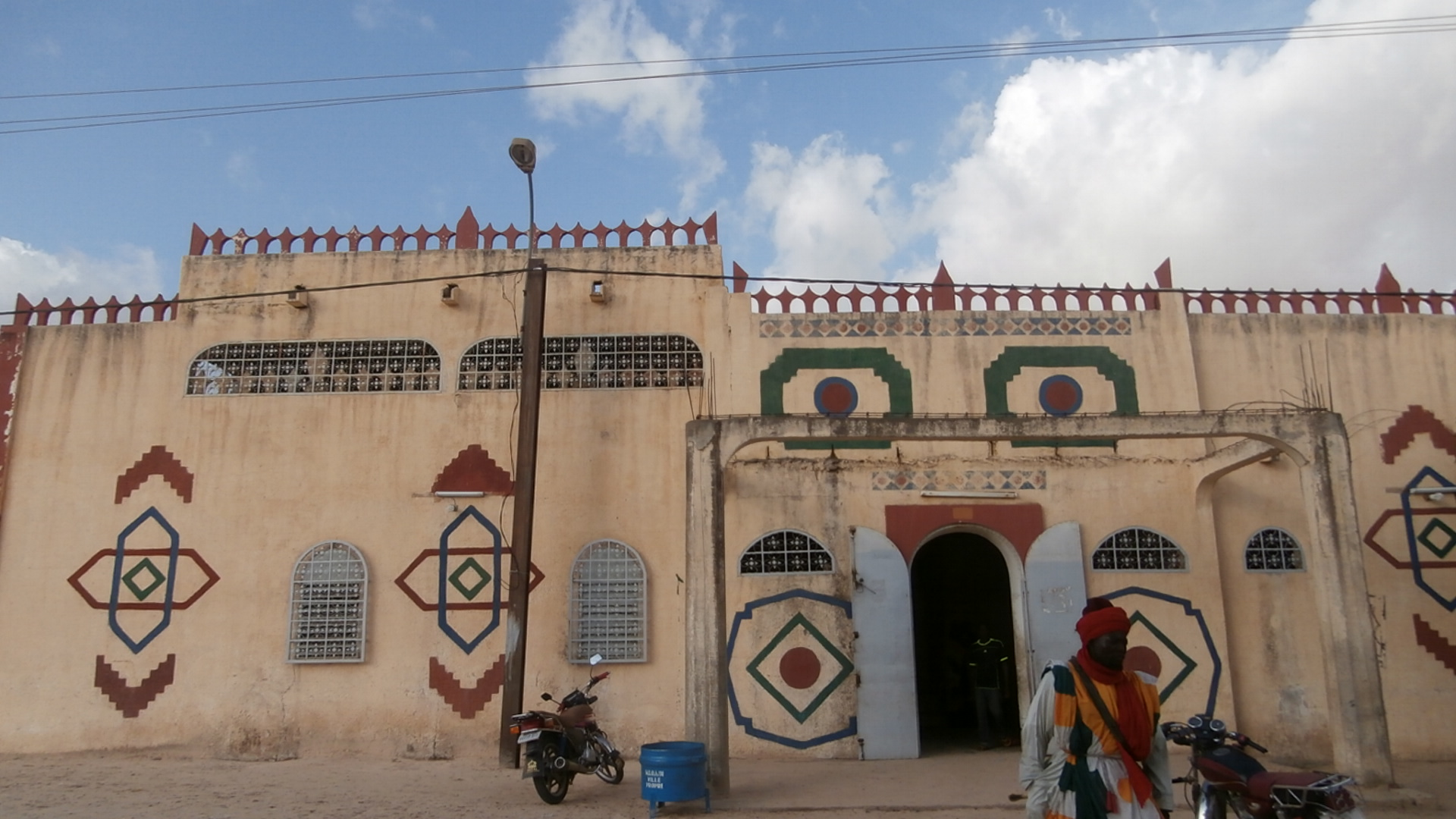
Sultanat de Katchina de Maradi

Le septième, l’aîné de la famille, le fils de l’esclave n’a pas eu le « Kasa » (l’État) a pris le titre de « Sarkin Anna » (le chef des animistes) de tous les États Hausa.

En réalité, la fondation de l’État de Katsina est attribuée à Kumayau et remonterait au XIXe siècle. Le premier centre politique de Katsina était Durbi ta Kusheyi à 28,8 km au Sud-Est de l’actuel Birnin Katsina, avec un autre centre politique important à Bugaje à 16 km à l’Ouest du même Birnin Katsina.
La dynastie de Durbawa (la première) fut destituée par la dynastie de Mahammadu Korau. De plus l’accession de Mahammadu Korau au trône de Katsina fut considérée, dans une certaine mesure, comme un succès de l’Islam dans le pays où l’influence de ce dernier s’intensifiait. Le caractère hétérogène des populations  du Katsina et les origines diverses de leurs composantes constituent quelques-unes des preuves de ces contacts. Ainsi au moment où le royaume de Katsina constituait un pôle d’attraction dans le Soudan central et avait besoin de consolider ses bases territoriales, sa partie Nord (plus précisément la vallée de Maradi) disposait d’énormes potentialités. Cette richesse sera momentanément interrompue au XIXe siècle, avec le djihad d’Ousman Dan Fodio (vers 1804). Avec la chute de Katsina, Dan Kasawa fonda Maradi vers 1820. La nouvelle capitale de Katsina Maradi devient de plus en plus un pôle d’attraction de la population d’origines diverses. Ce peuplement était affecté par vague migratrice des autres populations.
NB : Sur l’étymologie du mot Maradi
Le terme Maradi désigne à la fois une région géographique et le nom de l’administrateur de ladite région fut Bara, le premier Maradi, ensuite son père Wagaza (les ancêtres des Maradawa).
À son arrivée dans la vallée de Maradi le premier Sarkin Katsina Maradi Dan Kasawa disait « Mu tsaya nan kan Allah ya biya mu radin mu, mu je mu karba birnin mu na katsina » (Maradi veut dire souhait littéralement) du vocable Murâdi que vient le mot Maradi.

### Historique du peuplement du Gobir
La principauté du Gobir s’est construite sur cette frange des confins sud-sahariens qui s’est avérée propice à la constitution d’un État puissant bien structuré, en contact avec les cités méditerranéennes, dont les ports caravaniers ont longtemps constitué, pour les potentats et les marchands du Nord du grand désert, les portes du Soudan.
Le Gobir, c’est 5 000 ans d’histoire et 1 100 ans de migrations (de Bagdad-Irak via Tibiri-Niger).
De leur longue pérégrination, les Gobirawa ont fondé dix-neuf capitales avant de s’installer définitivement dans l’actuelle République du Niger. Ces capitales sont :
1. Birnin Bagadaza (Irak),
2. Birnin Koudous (Jérusalem),  n# Birnin Goubour (Arabie Saoudite),
3. Birnin Karballa (Arabie Saoudite),
4. Birnin Masar (Caire),
5. Birnin Souroukal (Caire),
6. Birnin Tunas (Tunisie),
7. Birnin Bagazam (Niger),
8. Birnin Egadès (Niger),
9. Birnin Tiliguinit (Niger),
10. Birnin Marandat (Niger),
11. Birnin Toro (Niger),
12. Birnin Lallé (Niger),
13. Birnin Qwararamé (Niger),
14. Birnin Alakalawa (Nigéria),
15. Birnin Dakaourawa (Niger),
16. Birnin Gawon Gazao (Nigéria),
17. Birnin Maradi (Niger),
18. Birnin Tsibiri (Niger).

La dernière capitale a été fondée vers 1835 par le 360e Sarkin Gobir Jibon Ta Uba. Ainsi, le Gobir est né de la fusion de groupements immigrants organisateurs et de populations autochtones.
À ces éléments se sont ajoutés, au cours de l’histoire, des apports Touareg, Peul, Béribéri, ou provenant du Kebbi ou des régions voisines.
NB : Sur l’étymologie du mot Gobir
Gobir vient des mots signifiant poussière, vent, tempête. Ces mots s’expliqueraient par la réputation guerrière des fondateurs de la principauté qui ravageaient tout sur leur passage comme un ouragan.

## Géographie

### Le climat
La région de Maradi présente deux types de climats bien distincts. Il y a d’abord le climat de type sahélien au Nord caractérisé par des précipitations annuelles moyennes comprises entre 200 et 300 mm ; et le climat sahélo-soudanien au Sud, caractérisé par des précipitations annuelles moyennes comprises entre 500 et 600 mm. Ces climats se caractérisent par trois saisons distinctes :
- la saison sèche et froide d’octobre à février avec des températures de 10 °C ;
- la saison sèche et chaude de mars à mai avec des températures de plus de 40 °C ;
- la saison pluvieuse de juin à septembre avec des températures relativement basses.

### Le relief
La région de Maradi fait partie d’un erg étalant des formes aplanies au centre du Niger entre le Damagaram et l’Ader–Doutchi. Mais il faut retenir que les grands ensembles du relief de la région sont constitués de vallées, de glacis d’épandage sableux et enfin des eaux, et des plateaux dunaires et latéritiques.
La région de Maradi est traversée par trois vallées fossiles qui sont les zones d’écoulements temporaires pendant la saison des pluies.

### Les sols
Les sols sont marqués par leur caractère dunaire (sableux, sablo-dunaires, sablo-argileux et alluvial). Trois zones agro-écologiques peuvent être distinguées: 
- la zone pastorale qui comprend le Nord du département de Dakoro (Nord de la vallée de la Tarka) et de Mayahi. Cette zone est exclusivement pastorale et l’écosystème très fragile commence à connaître une occupation agricole dans la bande méridionale;
- la zone centrale ou intermédiaire à vocation agropastorale englobe le Nord des départements de Tessaoua et Mayahi ainsi que la partie centrale de celui de Dakoro. Elle comprend aussi la Tarka et le Goulbi N’Kaba. La pression agricole est faible avec des espaces pastoraux éparpillés au Sud et plus importants au Nord ;
- la zone agricole s’étend sur l’ensemble des départements de Guidan Roumdji, Aguié et Madarounfa ainsi que la partie méridionale de ceux de Dakoro, Mayahi et Tessaoua. Cette zone est marquée par une pression agricole très forte.

### La végétation
Le couvert végétal de la région est du type savane arborée dans le Sud et arbustive au Nord. Il est constitué principalement des formations des domaines classé et protégé, des parcs agro-forestiers et des formations de vallées. 
Les travaux les plus récents d‘évaluation des ressources forestières ligneuses de la région de Maradi (Projet Energie II 1993) font ressortir un potentiel d’environ 635 000 ha. Les principales formations sont concentrées dans les départements de Madarounfa et Guidan-Roumdji. Pour l’essentiel, il s’agit de la forêt de Baban-Rafi d’une superficie de 56 000 ha à cheval sur ces deux départements et les formations relativement denses des vallées du Goulbi de Maradi et du Goulbi N’Kaba

### Les ressources en eau
Le réseau hydrographique se résume à : 
- trois vallées qui tendent à se fossiliser : celles du Goulbi de Maradi [1], du Goulbi N’Kaba et de la Tarka, à écoulements souvent temporaires pendant la saison des pluies. C’est surtout le Goulbi Maradi qui connaît des écoulements importants, même s'ils sont saisonniers. Mais, depuis la construction du barrage de Jibbia au Nigéria, les écoulements, fortement réduits, sont devenus très aléatoires ;
- quatre mares permanentes (Kourfin Koura,  Akadané, Birni Lallé et Rafin Wada) et environ une trentaine d’autres semi-permanentes ou temporaires ;
- le lac de Madarounfa est le point d’eau le plus important de la région. Sa superficie varie entre 600 et 800 hectares, selon la saison.

Au niveau des eaux souterraines, le sous-sol de la région de Maradi dispose d’importantes ressources en eau encore insuffisamment exploitée à cause, principalement, des contraintes techniques. La présence du socle dans le Sud et la grande profondeur de la nappe sur les plateaux du Nord rendent son exploitation très difficile et coûteuse.

### Les ressources fauniques, forestières et halieutiques

#### Les ressources fauniques
Elles sont essentiellement localisées dans la réserve totale de faune et forêt classée de Gadabédji (Département de Dakoro), forêt protégée de Baban-Rafi et la réserve de Biodiversité (Département de Madarounfa).

Les principales espèces rencontrées dans ces zones de chasse sont des antilopes, des outardes, singes patas, les gazelles et diverses espèces d’oiseaux.
La réserve de Biodiversité de Baban-Rafi (Madarounfa) d’une superficie de 3 419 ha qui renferme aussi des gazelles, outardes, pintades et singes patas, rongeurs (écureuils, lièvres). Elle connaît souvent des incursions de troupeaux d’éléphants deux à trois fois par an. On dénombre également une vingtaine d’espèces d’oiseaux (2 348 individus), y compris les oiseaux migrateurs autour du lac de Madarounfa, 29 espèces de mammifères, 350 espèces d’oiseaux et une dizaine d’espèces de reptiles dans la forêt de Baban Rafi Sud.

Par ailleurs, la région de Maradi dispose de réelles potentialités apicoles compte tenu de la présence d’espèces mellifères dans toute la région.

#### Les ressources forestières
Elles sont très nombreuses et diversifiées et jouent un rôle important dans l’économie de la région par les ressources financières, alimentaires, les médicaments et l’emploi qu’elles procurent. 
La région de Maradi compte 17 forêts classées totalisant 106.495 ha, des forêts protégés (40 domaines protégés couvrant 128 483 ha), des parcs agro-forestiers, des plantations artificielles.

Les ressources halieutiques

Au niveau des ressources halieutiques, on observe que sur la quarantaine de mares que compte la région, seules la mare de Kourfin Koura, le lac de Madarounfa, la retenue d’eau de Rafin Wada et la mare d’Akadaney sont permanentes et l’activité piscicole s’y pratique. 
À côté de ces mares, il existe aussi de nombreuses mares semi-permanentes où la pêche est aussi pratiquée. 

## Population, Ethnies et Religion

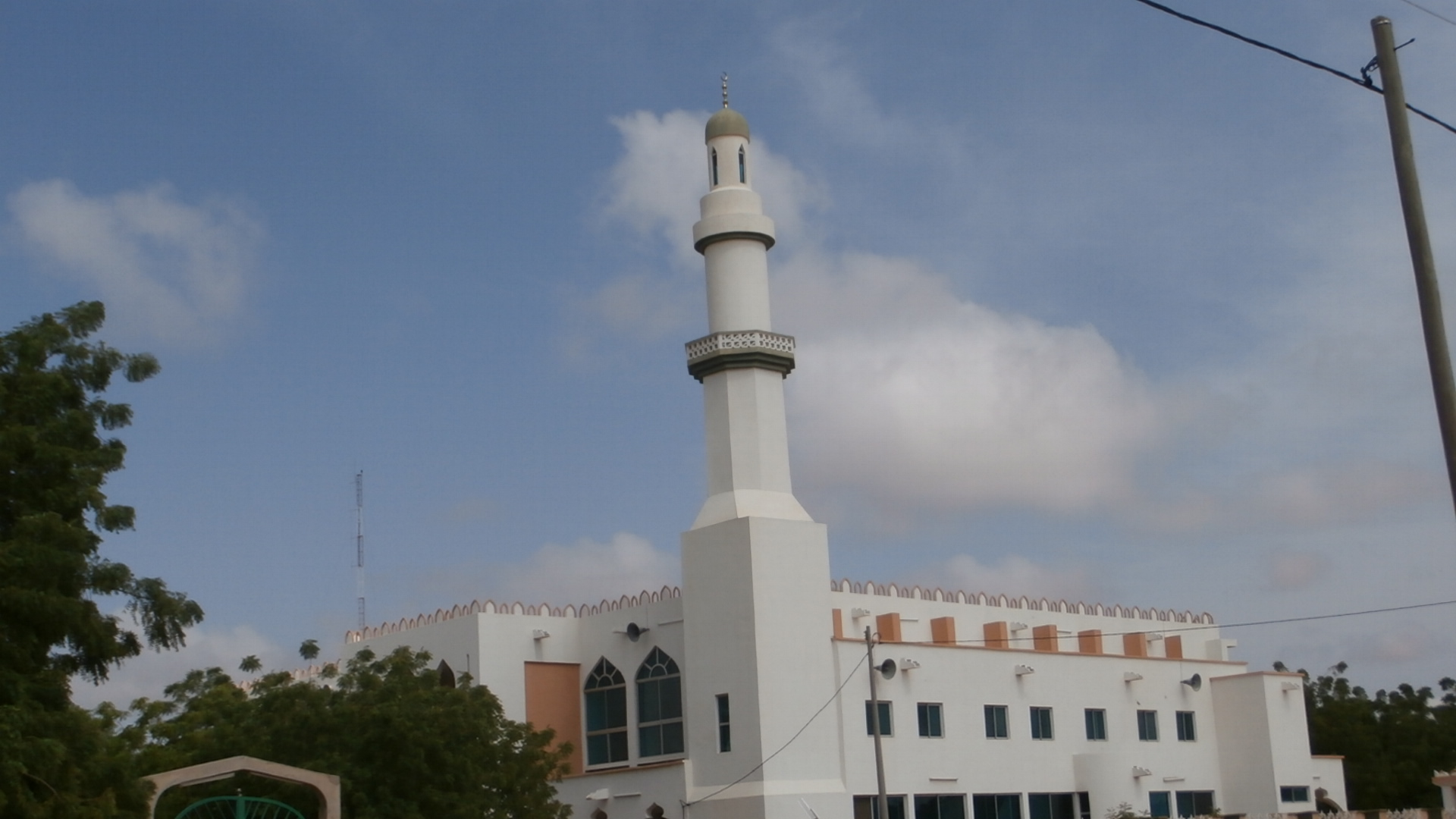
Mosquée de Zaria 2

Selon les dernières projections démographiques, la région de Maradi reste la plus peuplée du Niger avec une population estimée en 2011 à 3 117 810 habitants soit 20,20 % de la population du Niger. Sa densité est évaluée à 74,59 hts/km2 contre 12,42 hts/ km2 pour le pays.

Cette population est à majorité rurale avec 86,3 % d’habitants qui vivent en milieu rural contre 13,7 % en milieu urbain. Les femmes représentent 50,6 % de la population avec un effectif estimé à 1 577 750 femmes. 

On relève aussi que la population de la région de Maradi est particulièrement jeune (53,9 % moins de 15 ans contre 52,1 % pour la moyenne nationale) et connaît un rythme de croissance plus élevée que la moyenne nationale (3,77 % pour la région contre 3,3 % pour la moyenne nationale). 

Cette forte croissance démographique s’explique essentiellement par le niveau élevé de l’indice synthétique de fécondité qui est de 8 enfants par femme en âge de procréer en 2006 contre 7,1 enfants par femme au niveau national.

L‘analyse du peuplement fait ressortir une diversité ethnique dominée par les Haoussas (83 %). Les autres ethnies sont constituées par des Peulhs, Touaregs, Djerma, Kanouri, Arabes, et des Gourmantché. L’islam est la religion dominante.

## Subdivisions administratives

### Découpage territorial (depuis 2011)
Depuis 2012, la région est divisée en une Communauté urbaine, 8 départements, 47 Communes dont 9 Communes urbaines et 38 Communes rurales ; 2 Sultanats ; 21 Cantons ; 8 Groupements.
| Département     | Superficie (km2) | Population (2019) | Communes urbaines (en gras) et rurales                                                                                                   |
| --------------- | ---------------- | ----------------- | --- |
| Aguié           | 2 098            | 315 216           | Aguié • Tchadoua |
| Bermo           | 6 499            | 66 983            | Bermo • Gadabédji |
| Dakoro          | 10 730           | 807 813           | Dakoro • Adjékoria • Azagor • Bader Goula • Birni Lallé • Dan-Goulbi • Korahane • Kornaka • Maïyara • Roumbou I • Sabon-Machi • Tagriss. |
| Gazaoua         | 903              | 205 709           | Gazaoua • Gangara |
| Guidan-Roumdji  | 4 929            | 671 084           | Guidan-Roumdji • Tibiri • Chadakori • Guidan Sori • Saé Saboua                                                                           |
| Madarounfa      | 3 687            | 575 167           | Madarounfa • Dan-Issa • Djirataoua • Gabi • Safo • Sarkin Yamma                                                                          |
| Mayahi          | 6 952            | 713 971           | Mayahi • Attantané • El Allassane Maïreyrey • Guidan Amoumoune • Issaouane • Kanan-Bakaché • Sarkin Haoussa • Tchaké                     |
| Tessaoua        | 5 471            | 661 006           | Tessaoua • Baoudetta • Hawandawaki • Koona • Korgom • Maïjirgui • Ourafane                                                               |
| Ville de Maradi | 86               | 342 449           | Maradi I • Maradi II • Maradi III |

### Découpage territorial (2002-2012)

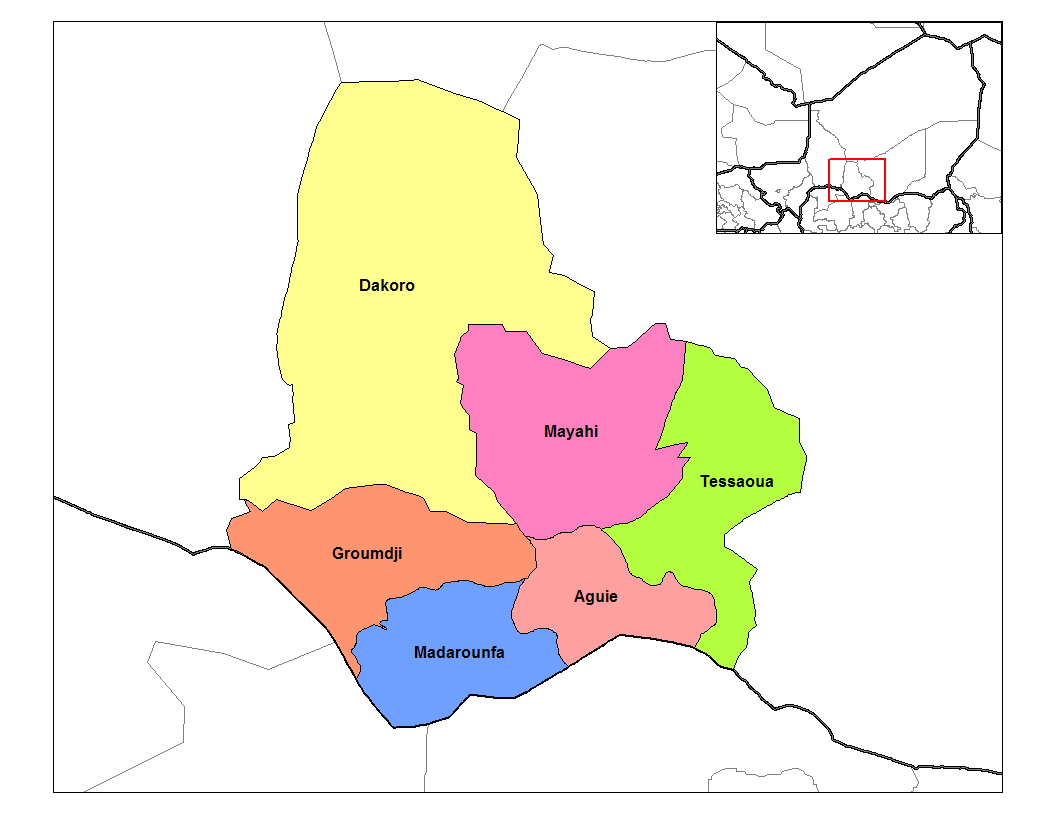
Les départements de la région de Maradi (2002).

Selon le découpage territorial de 2002, la région de Maradi est subdivisée en 6 départements eux-mêmes subdivisés en communes urbaines et rurales. Les populations sont des estimations 2011:
Département de Aguié :
- Superficie : 3 001 km2
- Population : 386 197 hab
- Chef-lieu : Aguié
- Communes urbaines : Aguié.
- Communes rurales : Gangara, Gazaoua, Tchadoua.

Département de Dakoro :
- Superficie : 17 670 km2
- Population : 606 862 hab
- Chef-lieu : Dakoro
- Communes urbaines : Dakoro.
- Communes rurales : Adjékoria, Azagor, Bader Goula, Bermo, Birni Lallé, Dan Goulbi, Gadabédji, Korahane, Kornaka, Maïyara, Roumbou I, Sabon Machi, Tagriss.

Département de Guidan-Roumdji :
- Superficie : 4 929 km2
- Population : 485 743 hab
- Chef-lieu : Guidan-Roumdji
- Communes urbaines : Guidan-Roumdji, Tibiri.
- Communes rurales : Chadakori, Guidan Sori, Saé Saboua.

Département de Madarounfa :
- Superficie : 3 773 km2
- Population : 612 798 hab
- Chef-lieu : Madarounfa
- Communes urbaines : Madarounfa, Maradi I à III.
- Communes rurales : Dan Issa, Djiratawa, Gabi, Safo, Sarkin Yamma.

Département de Mayahi :
- Superficie : 6 952 km2
- Population : 546 826 hab
- Chef-lieu : Mayahi
- Communes urbaines : Mayahi.
- Communes rurales : Attantané, El Alassan Maïreyrey, Guidan Amoumoune, Issawane, Kanan Bakaché, Sarkin Haoussa, Tchaké.

Département de Tessaoua :
- Superficie : 5 471 km2
- Population : 479 384 hab
- Chef-lieu : Tessaoua
- Communes urbaines : Tessaoua.
- Communes rurales : Baoudetta, Hawandawaki, Koona, Korgom, Maïjirgui, Ourafane.

## Société

### Éducation

#### Éducation primaire
En matière d’accès, on note que le taux brut d’admission global (CI) a évolué de 79,7 % (en 2008/2009) à 106 % (en 2009/2010), soit une augmentation de 28 points. Sur la même période, le TBA filles est passé de 68,3 % à 96,8 %.

Si, le taux brut de scolarisation (TBS) global est légèrement au-dessus de la moyenne nationale (75,3 % en 2010, contre 72,5 % au niveau national), il n’est pas le cas du TBS filles (62,4 %  pour la région contre 63,9 % moyenne nationale). 

Aussi, il existe une grande disparité intra-régionale entre filles et garçons. En effet, le TBS/filles est de 62,4 % contre 88,3 % pour les garçons pour la même année 2010 dans la même région. Cela est essentiellement dû au faible niveau d’alphabétisation et à la pauvreté des parents, les pesanteurs socioculturelles (mariage précoce, grossesses non désirées, …), la pratique du petit commerce par les petites filles, l’absence/insuffisance d’infrastructures d’accueil (cantines, classes, latrines) et des équipements (89 % des écoles ne disposent d’aucune latrine et le ratio régional est de 5 élèves par table-banc).

En matière de qualité, le taux d’achèvement primaire évolue en dents de scie. Il chute de 57,4 %  en 2009 à 50,3 % en 2010, alors qu’il était de 51,70 % en 2008. La situation est similaire pour le taux d’achèvement des filles qui passe de 37 % en 2008 à 42,10 % en 2009, puis à 41,50 % en 2010. Cela traduit essentiellement  la dégradation de la qualité des enseignements, malgré l’évolution significative du taux de réussite aux examens du CFEPD qui croît de 40,20 % en 2008 à 51,2 % en 2009, puis à 60,7 % en 2010.

#### Éducation secondaire
Le cycle se caractérise par des disparités de toutes sortes, entre sexes et zones. 

A titre illustratif, au cycle de base 2, en 2010, le TBS urbain est de 83,74 %, contre 18,62 % en milieu rural. De même, le TBS garçons est de 33,38 %, contre 14,78 % pour les filles.

Cette situation s’explique, entre autres, par les facteurs ci-après : 
- la forte croissance démographique qui hypothèque les efforts fournis dans le domaine de l’éducation.
- le fort taux de déperdition scolaire, surtout chez les filles ;
- l’insuffisance de ressources qui limitent l’encadrement pédagogique ;
- l’insuffisance des infrastructures, équipements et manuels scolaires ;
- l’insuffisance du personnel d’encadrement et d’enseignants, en qualité et en quantité (71 % d’enseignants contractuels et 6,5 % d’Appelés du Service Civique National).

Au niveau de l’alphabétisation et la formation des adultes, le taux d’alphabétisation des adultes (15 ans et plus) est passé de 28,7 % en 2005 à 29 % en 2008 sur le plan national. Dans ce domaine, la région de Maradi occupe la dernière place selon les résultats de l’ENBC 2007/2008. 

#### Enseignement supérieur
Il a été créé en 2008 l’Institut Universitaire de Technologie(IUT) de Maradi, avec trois filières à savoir Génie civil, Génie électrique et Génie mécanique. Puis en 2010, l’Université de Maradi a été ouverte regroupant l’IUT et la Faculté de Sciences et Techniques(FST). Ensuite, en 2011, la Faculté d’Agronomie et des Sciences de l’Environnement (FASE) a vu le jour.

Le nombre d’étudiants qui était de 31 à la création de l’IUT est passé à 165 en 2010 pour atteindre 615 en 2011. 

Au niveau de l’enseignement professionnel et technique on compte six établissements publics dont un à caractère d’internat le Lycée Technique Dan Kassawa (LTDK) et 5 centres de formation dont 4 en développement communautaire (CFDC) et un de Formation Professionnelle et Technique (CFPT); 6 établissements privés tous situés dans la ville de Maradi.

### Santé
La situation sanitaire de la région se caractérise par une baisse significative de la mortalité des enfants de moins de 5 ans au niveau de la région. Le taux de mortalité infantile passe de 160,8‰ en 1992 à 106‰ en 2006, soit une baisse de plus de 50 points sur la période. Cependant, l’indicateur de la région reste supérieur à la moyenne nationale qui se situe à 81‰ en 2006.

Quant au taux de mortalité infanto juvénile, la région de Maradi a enregistré une baisse de 160 points sur cette même période, passant respectivement de 390,9‰ à 231‰ de 1992 à 2006, pour une moyenne nationale qui passe de 318,2‰ à 198‰, sur la même période.

Le taux de couverture sanitaire de la région représente la population (0-5 km) desservie par un centre de santé (niveau CSI) sur la population générale. Ce taux de couverture sanitaire a évolué de 31,96 % en 2005 à 51,37 % en 2010. Ces taux ont été calculés exclusivement à partir de la couverture en CSI. Elle varie de 100 % à Maradi ville à 23,43 % à Dakoro en 2010. 

## Économie régionale
L’agriculture, l’élevage, le commerce   et l’artisanat constituent les principales activités économiques de la région, dont la majeure partie évolue dans le secteur informel.

### Agriculture
La zone agricole est comprise entre les isohyètes 400 et 750 mm. En zone agricole, les systèmes de cultures dominants sont le système intensif pratiqué sur les aménagements hydro agricoles avec maîtrise totale de l’eau et le système semi intensif pratiqué sur les petits périmètres irrigués (sites horticoles et mini barrages-cultures pluviales et cultures irriguées). Grâce à son climat, la région de Maradi représente 25 % de la production céréalière nationale, 60 % de la production nationale du souchet.

En effet, l’agriculture est dominée par la production de mil, de sorgho, de niébé et d’arachide. La région occupe la première place dans la production de mil (22,68 % de la production nationale) et arachide (37,47 % de la production nationale). Elle se classe en deuxième position pour les productions de Sorgho et de Niébé. À cela s’ajoutent des productions significatives d’arachide, de coton, de sésame, de tabac et des productions forestières de gomme arabique et de palmier doum. Elle est pratiquée par plus de 95 % de la population rurale. Le potentiel d’irrigation est estimé à 10 500 ha, pouvant être porté à 30 000 ha si des moyens importants sont mis en œuvre pour la mobilisation de l’eau (Goulbi Maradi, Goulbi N’Kaba, Vallée de la Tarka). 

### Élevage
Dans la région de Maradi, l’élevage constitue la deuxième activité après l’agriculture.

Il est pratiqué par plus de 90 % de la population pour la génération de revenu, la satisfaction des besoins socioreligieux et la sécurisation contre les crises alimentaires.

En termes de genre, cette activité concerne aussi bien les hommes que les femmes quel que soit leur statut socioprofessionnel. En effet, chez les hommes c'est avant tout une activité économique et un moyen de lutte contre d'éventuelles crises, tandis que chez les femmes c'est en outre un moyen d’autonomie financière vis-à-vis de leur conjoint. 

La région dispose d’une vaste zone pastorale (2 455 693 ha) et d’un cheptel estimé en 2011 à 2 065 460 UBT soit 17,5 % du cheptel national.

### Commerce
L’économie régionale se particularise par la puissance d’appel pour les échanges commerciaux qui sont contrôlés par de grands opérateurs économiques avec leurs réseaux implantés aussi bien en ville que dans les zones rurales. Une autre particularité de Maradi réside dans l’importance des relations commerciales qu’elle entretient avec le Nigeria.

Le commerce revêt donc deux formes : le commerce intérieur exprimé par les échanges locaux et le commerce extérieur avec le transit comme pivot.

Le commerce intérieur régional est très développé et est animé par des opérateurs économiques de toutes catégories et de tout âge. En plus de la vieille garde de commerçants rompus aux activités de négoce on assiste ces dernières années à une émergence de jeunes le plus souvent issus du système scolaire. 

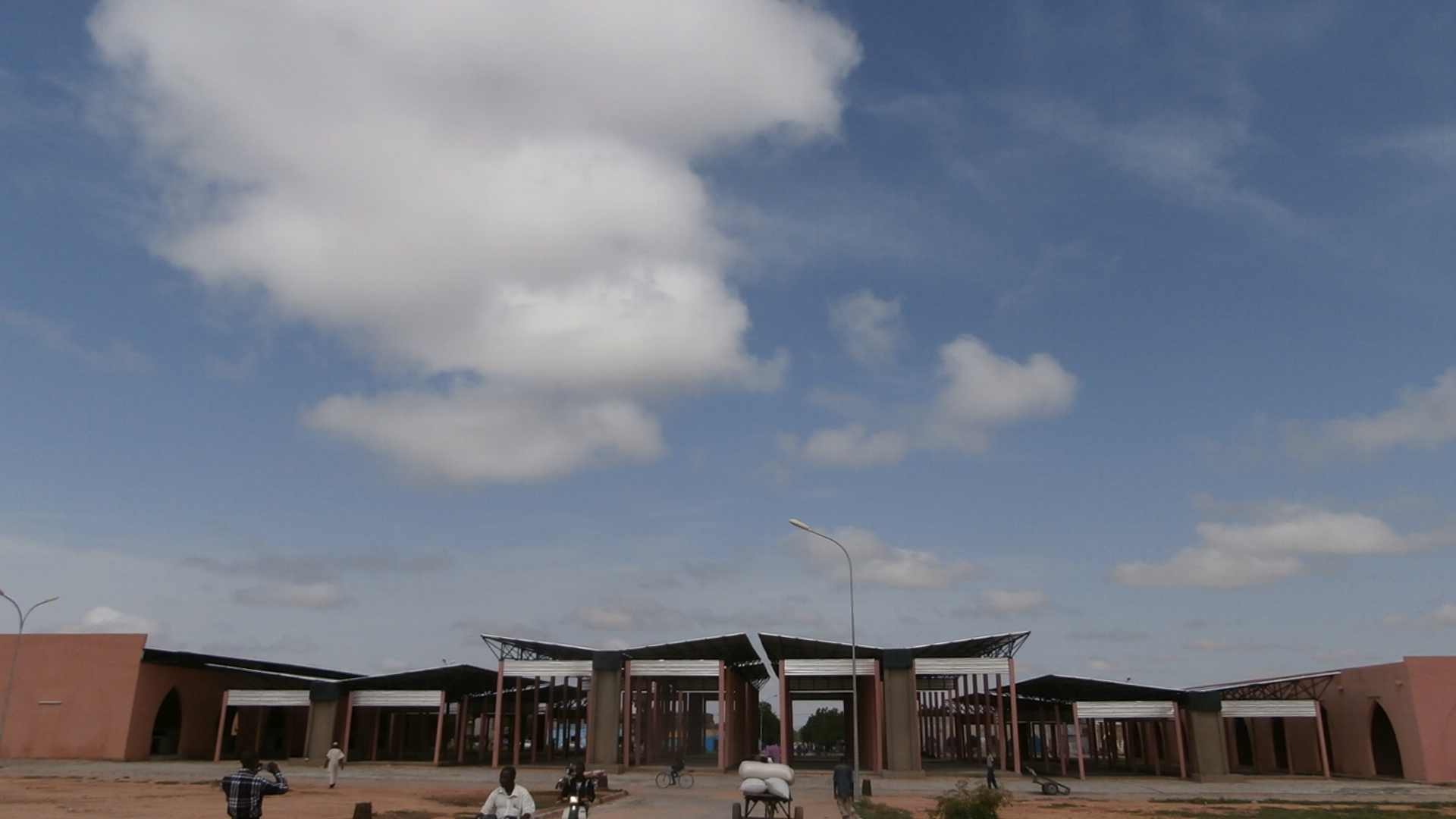
Nouveau Marché de Maradi

L’activité du commerce extérieur est très importante et très développée dans la région de Maradi. On déplore cependant un manque de statistiques réelles car une bonne partie de ces activités n’est pas contrôlée.

Dans le domaine industriel, la région de Maradi compte une dizaine d’industries en activités et se classe en deuxième position après Niamey. En outre, la région est dotée d’un nombre appréciable de marchés urbains et ruraux, de fréquence quotidienne et/ou hebdomadaire. Elle dispose aussi de 9 banques commerciales, d’une agence de la banque centrale et de plusieurs institutions de la micro finance.

### Artisanat
L’artisanat est considéré comme une activité traditionnelle dans la région de Maradi qui se transmet de génération en génération. On y dénombre plusieurs artisans répartis en neuf corps de métier qui exploitent les matières premières principales de la région notamment les cuirs et peaux ainsi que le bois. L’artisanat est pratiqué comme activité secondaire en complément de l’agriculture et constitue une source de revenus non négligeable. Les productions sont de trois sortes :
- l’artisanat de production ou l’artisanat utilitaire ;
- artisanat d’art ;
- artisanat de service.

Cependant au stade actuel, cette activité reste toujours marquée par les connaissances traditionnelles du métier, l’informel et une gestion inorganisée, donc peu performante. Aussi, l’état rudimentaire des outils, techniques et méthode de travail des artisans a une influence négative sur la qualité des produits.